# Zoedia gracilipes
Zoedia gracilipes är en skalbaggsart som beskrevs av Max Poll 1892. Zoedia gracilipes ingår i släktet Zoedia och familjen långhorningar. Inga underarter finns listade i Catalogue of Life.